# The Soft Machine (album)
The Soft Machine is het debuutalbum van de Britse rockgroep Soft Machine, een van de meest toonaangevende groepen in de Canterbury-scene. Het album verscheen in november 1968 alleen in de Verenigde Staten en in december 1968 in Nederland en Frankrijk. 

## Geschiedenis
Het album kreeg bij latere heruitgaven ook wel de naam Volume one. Dat is eigenlijk onjuist; een eerdere versie van Soft Machine had al opnamen gemaakt, maar die sessies werden afgebroken. De opnamen verschenen onder de titel Jet-propelled photopraphs. De geschiedenis van het album The Soft Machine begon toen Soft Machine naar Engeland terugkeerde van een tournee. Wyatt, Ratledge, Ayers en Daevid Allen willen het Kanaal over, maar Allen wordt de toegang tot Engeland ontzegd. Hij bleef in Frankrijk en richtte Gong op. Wyatt, Ratledge en Ayers gaan verder als trio. De band speelt op 'Christmas on Earth Revisited', een festival voor psychedelische rock. Daar maken ze kennis met onder andere Jimi Hendrix en zijn Experience en hun manager Chas Chandler. Soft Machine gaat met hen mee op tournee in de Verenigde Staten en krijgen door Chandler en Mike Jeffery een platencontract bij ABC Records. In april 1968 ging Soft Machine de Record Plant geluidsstudio in New York in om hun eerste album op te nemen onder leiding van muziekproducent Tom Wilson, die eerder verantwoordelijk was voor werk van Frank Zappa en The Mothers of Invention, Velvet Underground en Eric Burdon and The Animals.
Een aantal van de liedjes die opgenomen worden zijn dan al aan het publiek ten gehore gebracht. De muziek op het album is een komen en gaan van afwisselingen tussen luisterliedjes die meestal afkomstig zijn van Ayers, jazz, freejazz en psychedelische rock.  Het opvallende van dit album is de volstrekt vrije wijze waarop de band muziek maakt, de absurdistische teksten worden geschreven en gezongen door Robert Wyatt en Kevin Ayers. De zang is perfect in balans met de muziekinstrumenten en de muziek varieert van hypnotische orgelimprovisaties (bijvoorbeeld in Priscilla) tot de uitbundige, klassiek aandoende, orgelerupties (zoals in Lullabye letter). Het orgel is het hoofdinstrument op dit album, hoewel ook in sommige nummers duidelijk de gitaar en de basgitaar aanwezig zijn. Op dit album worden klassieke rockmuziek elementen gemengd met elementen uit de improviserende muziek. De klagende zang van Wyatt en de omfloerste stem van Ayers geven de teksten een bijzondere lading mee. Het ogenschijnlijk primitieve nummer We did it again werd tijdens een concert in Saint-Tropez gedurende  Eddie Barclay's Psychedelic Night opgerekt tot een uitvoering van meer dan een half uur. We did it again heeft een melodielijn die sterk doet denken aan You Really Got Me van The Kinks. Het nummer bestaat voornamelijk uit de herhaling van de tekst We did it again met in het tweede couplet I did it again. Plus belle qu’une poubelle ('mooier dan een vuilnisbak') is een instrumentale inleiding tot Why are we sleeping?, een nummer dat Ayers op zijn latere soloalbum The Confessions of Dr. Dream and Other Stories als It begins with a blessing opnieuw heeft opgenomen.

## Musici
- Robert Wyatt – slagwerk, zang
- Mike Ratledge – Lowrey Holiday De Luxe orgel, piano (op 13)
- Kevin Ayers – bas, zang (eerste op 10 en 11), achtergrondzang (op 7 en 9), piano (op 5)

met
- Hugh Hopper – bas (op 13)
- The Cake[1] – achtergrondzang (op 12)

Zij worden niet altijd bij de “credits” genoemd.

## Muziek
```

```

| Nr. | Titel                                                        | bonustracks                | Duur |
| --- | ------------------------------------------------------------ | -------------------------- | ---- |
| 1.  | Hope for happiness (Brian Hopper, Ayers, Ratledge)           |                            | 4:21 |
| 2.  | Joy of a toy (Ayers, Ratledge)                               |                            | 2:49 |
| 3.  | Hope for happiness (reprise) (Brian Hopper, Ayers, Ratledge) |                            | 1:38 |
| 4.  | Why am I so short? (Hugh Hopper, Ayers, Ratlegde)            |                            | 1:39 |
| 5.  | So boot if at all (Ayers, Ratledge, Wyatt)                   |                            | 7:25 |
| 6.  | A certain kind (Hugh Hopper)                                 |                            | 4:11 |
| 7.  | Save yourself (Wyatt)                                        |                            | 2:26 |
| 8.  | Priscilla (Ratledge, Ayers, Wyatt)                           |                            | 1:03 |
| 9.  | Lullabye letter (Ayers)                                      |                            | 4:32 |
| 10. | We did it again (Ayers)                                      |                            | 3:46 |
| 11. | Plus belle qu'une poubelle (Ayers)                           |                            | 1:03 |
| 12. | Why are we sleeping? (Ayers, Ratledge, Wyatt)                |                            | 5:30 |
| 13. | Box 25/4 Lid (Ratledge, Hugh Hopper)                         |                            | 0:49 |
| 14. | Love makes sweet music (Ayers)                               | bonus op enkele cd-versies | 2:29 |
| 15. | Feelin' reelin' squeelin' (Ayers)                            | bonus op enkele cd-versies | 2:50 |

Een aantal uitgaven cd bevat twee extra tracks, namelijk de A-kant en de B-kant van de enige single die de groep ooit uitbracht. De single werd net een maand uitgebracht voordat Pink Floyd het door Sid Barrett geschreven Arnold Layne uitbracht en bevat duidelijk herkenbare muziek uit de jaren 60. De zang is voor rekening van Robert Wyatt en Kevin Ayers doet de "low-grade vocals". Duidelijk hoorbaar zijn de psychedelische effecten. Daevid Allen maakte toen nog deel uit van de band.

## Vervolg
In mei 1968 werd Soft Machine uitgebreid met een gitarist. Zijn naam is Andy Summers. Hij speelde destijds in The Animals. Summers is echter in juli alweer vertrokken. De Amerikaanse tournee, opnieuw met Jimi Hendrix zorgde voor een breuk tussen Ayers enerzijds en Ratledge/Wyatt anderzijds. Ayers wendde zich tot liedjes, Ratlegde/Wyatt gingen verder met de Soft Machine-klank. Ayers eerste soloalbum is Joy of a Toy, een titel uit bovenstaande tracklijst. Opvolger van Ayers is Hugh Hopper, voorheen roadie van Soft Machine, maar later een van de meest gerenommeerde basgitaristen. 
1. ↑  Amerikaanse zangtrio bestaande uit Jeanette Jacobs, Barbara Morillo en Eleanor Barooshian